# Sally in Our Alley (1931)
Sally in Our Alley é um filme de comédia romântica produzido no Reino Unido, dirigido por Maurice Elvey e lançado em 1931.